# هاپکیدو
هاپکیدو (به کره‌ای: 합기도) نوعی هنر رزمی کره‌ای  است که  از انواع دفاع شخصی است. این رشته یکی از تلفیقی‌ترین سبک‌های رزمی به‌شمار می‌آید که در سراسر جهان و ایران طرفداران و علاقه‌مندان زیادی را به خود جلب نموده‌است. بنیان‌گذار هاپکیدو رزمی‌کار چویی یونگ سول  است. وی یکی از هنرهای رزمی ژاپنی به نام دایتو ریو آیکی جوجوتسو را در ژاپن آموخته بود. او پس از جنگ جهانی دوم به کره جنوبی بازگشته و آموزش هنر رزمی خود را با تلفیق تکنیک‌های رشته‌های ژاپنی جودو (که خود از سبک‌های منشعب شده از جوجیتسو محسوب می‌شود)، کره‌ای تکواندو و تانگ سو دو آغاز کرد.
در هاپکیدو از اطلاعات نقاط حساس عصبی، تکنیک‌های قفل مفصل، انواع فنون گلاویزی و پرتابی، ضربات مشت و لگد و سلاح‌های سنتی از جمله خنجر، شمشیر، طناب، نانچیکو، عصا، بادبزن و انواع چوب برای غلبه بر حریف استفاده می‌شود. نام این رشته مشابه آیکیدو است در حالی که شباهت کمی دارند. بازیگران معروفی مانند جکی چان، بکهیون عضو اکسو، آنجلا مائو، کارتر وانگ و دیگران از شاگردان جین پال کیم در هاپکیدو بوده‌است.
انواع سبک‌های هاپکیدو: هاپکیدوW.H.C هاپکیدوG.H.F
هاپکیدوW.H.F
هاپکیدوG.H.A
هاپکیدوK.H.Fهاپکیدو I.T.H و هانمینجوک هاپکیدو .

## تعریف
کلمهٔ «هاپکیدو» به معنی هماهنگی (هاپ) نیروی درونی (کی) و روش (دو) است. بر این اساس با استفاده از این فنون می‌توان از نیروی حریف علیه خودش استفاده کرد. این رشته علاوه بر دفاع شخصی بر انضباط روحی و جسمی برای خودسازی تأکید دارد.
Hap: means Unify or coordinate: هماهنگ‌کردن
ki: means mental and/or physical energy: انرژی جسمی/ذهنی
do: means a way of life, or the path or way of coordinating: راه و روش هماهنگی

## فلسفه
«هاپکیدو» بر سه اصل استوار است: اصل آب، اصل دایره و اصل هماهنگی. در اصل آب، شما حرکات خود را به روانی آب انجام می‌دهید و انرژی را فقط در جهت درست و بهینه استفاده می‌کنید مانند خروش و حرکت آب در رودخانه، اصل دایره به معنی تغییر جهت انرژی به صورت دایره وار است، به طوری که فعالیت شما در طول دفاع یا حمله در یک توپ انرژی نگه داشته می‌شود و اصل هماهنگی به معنی تناسب فکر و بدن است.

## مسابقات هاپکیدو
هاپکیدو مسابقات آسیایی، جهانی را داراست که علاقه‌مندان به این رشته می‌توانند دراین مسابقات در بخش‌های مختلف شرکت نموده و به مقامهای قهرمانی دست یابند.

### انواع مسابقات
مبارزه سمی کنتاکت (این مبارزه بدون دستکش، کلاه و هوگو می‌باشد. فقط پوشیدن کاپ الزامی است. فرد مبارز با پوشیدن لباس فرم و کمربند خویش مبارزه می‌کند. البته با بستن کمربند باند قرمز و آبی دو حریف مشخص می‌شوند. دراین نوع مبارزه طبق قوانین هر نوع مشت زدن و ضربه دست درصورت ممنوع می‌باشد و ضربات شامل تمام ضربات پا، فن کمر و پرتاب حریف به زمین (تکنیک‌های جودویی)، کراپلینگ (تکنیک‌های کشتی درخاک) وکانست کردن حریف روی تشک (تکنیک‌های درخاک خفه کردن و فشار بر وی مفاصل وعدم اجازه حرکت به حریف) می‌باشد)
مبارزه فول کنتاکت (دراین مبارزه داشتن دستکش بوکس، کلاه، لثه و پوشیدن کاپ و هوگو الزامی است. این مسابقه مانند سیستمهای رزمی جهان می‌باشد. مشت زدن درصورت مانعی ندارد. ضربات دست و صورت آزاد است ولی تکنیک‌های جوجیتسو و جودو، گراپلینگ و فن کمر استفاده نمی‌شود.
تذکر: البته در هر دو نوع مبارزه ضربه به پشت سرتا پائین کمرو نخاع خطاست و ضربه به نقاط حساس و ممنوعه ممنوع می‌باشد)
مبارزه کیک بوکسینگ (مبارزه با مشت و دستکش بوکس است و ضربه در سر و صورت آزاد می‌باشد)
مبارزه دفاع شخصی (این مسابقه شامل انجام تکنیک‌های دفاع شخصی به صورت نفراتی ویا یک به دو و همچنین می‌توان از نفرات بیشتری استفاده نمود. پرتاب حریف، قفل مفصل واجرای تکنیکهای رزمی و پلیسی به این هنر رزمی زیبایی بخشیده‌است)
مبارزه سلاح (مسابقه سلاح شامل نانچیکو-چوب- شمشیر، تونفا، بادبزن، چوب کوتاه و انواع سلاح‌های کره‌ای می‌باشد)
مسابقات افت (شامل افت زدن‌ها، افت از روی مانع و ارتفاع و حرکات نمایشی)

## اصطلاحات هاپکیدو

### کونگ بانگ جاسه - استقرار
- «یون جاسه» - ایستاده با حواس جمع (خبردار)
- «کیما جاسه» - حالت سوار بر اسب رو به جلو (استقرار پنجاه در پنجاه)
- «جون گول جاسه» - حالت میز رو به جلو (یک پا جلو و دیگری عقب)
- «هوگول جاسه» - (استقرار روی پای عقب)
- «بیانگ اون جاسه» - استقرار مبارزه
- «جون شین سوبی جاسه» - استقرار روی یک پا* پانگول جاسه - پا به عرض شانه باز (استقرار دفاعی)[۷]

### جوک سول (پال چاگی) - ضربات پا
- آپ چاگی - ضربه رو به جلو
- یاپ چاگی - ضربه با لبهٔ کناری پا
- تیگو چاگی - پرتاب قوسی ضربه

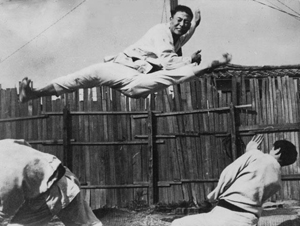
یک ضربهٔ پای دوطرفه.

- دیکوم چی مت چاگی - ضربهٔ پرتابی پایی از داخل به خارج با پاشنهٔ پا
- آپ دا مت چاگی - ضربهٔ مستقیم پایین با داخل پا
- هاچ چاگی - ضربهٔ مورب رو به پایی با پاشنهٔ پا از بیرون به داخل
- دیکومچی سونمون چاگی - ضربه به پایین پا
- دیکومچی چا ناریگی - حرکت دوار ضربهٔ پاشنه از بالا به پایین (از بیرون به داخل)
- دیکومچی چا تولیگی - ضربهٔ پاشنه از بیرون به داخل (پای خم)
- دیکومچی کانچول چو دولیگی - ضربهٔ پاشنه از داخل به خارج (پای خم)
- دیکومچی چا میرو نوتکی - ضربه برآمدگی پاشنه به سمت جلو
- آن تاری چاگی - ضربهٔ گردان پای مستقیم از بیرون به داخل
- باکات داری چاگی - ضربهٔ گردان پای مستقیم از داخل به خارج
- موروپ چاگی - ضربه به زانو
- هادان سونمون چاگی - «برش» ضربه به ساق پا
- چکتو دا دولیگی - شلیک گردان پا از خارج به داخل
- چکتو کانچول چا دولیگی - زدن با لبهٔ پا از داخل به خارج (پای خم)
- دیکومچی دولو چاگی - ضربهٔ چرخان معکوس با پاشنهٔ پا
- تیت چاگی - ضربهٔ عقب با چرخش
- دولو چاگی - ضربهٔ معکوس قوسی چرخشی
- هادان دورا چاگی - ضربهٔ قوسی معکوس پایین
- دی چاگی - ضربهٔ قوسی به عقب[۸]

### بنگ کوان سول - فن دفاع
- سادان مگی (وی مگی)- دفاع با ساعد رو به بالا (دفاع با ساعد دست به طرف بالای سر)
- هادان مگی - دفاع با ساعد رو به پایین
- جون دان (آن پال) مگی - دفاع با ساعد از خارج به داخل
- نا جون (پاکات پال) مگی - دفاع با ساعد از داخل به خارج

### هون شین سول - فنون پرتابی
- کوان چیل گی بوب - اهرم دست به بیرون
- نوی گی بوب - پرتاب حرکت از نوک انگشتان از داخل به بیرون
- ونی گی بوب - پرتاب حرکت از دست از خارج به داخل
- چون پال تو بوب - پرتاب گشتاور به پشت شانه
- مو کاما بوب - پرتاب فشار روی شانه
- چیپچا گی بوب - پرتاب دست پیچیده به پشت (قیچی)[۸]

### سلاح
- تانبون - چوبدستی کوچک
- یان بون - عصا

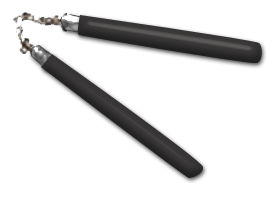
نانچیکو (سانگ جیول گون؛ 쌍절곤), یکی از سلاح‌های هاپکیدو.

- ساندزولبون - زنجیر دوتایی (نانچیکو)
- چیپ هین یی - نی[۹]

### سطح حمله
- سادان - بالا
- چونگ دان - میانه[۱۰]
- هادان - پایین[۱۱]